# ユニフード
株式会社ユニフード（英: UNIFOOD Co.,Ltd.）は、かつて愛知県稲沢市に本社を置いたパン・パシフィック・インターナショナルホールディングス傘下の元飲食店運営会社。事業は継続しているが、会社は清算されている。

## 概要
2001年（平成13年）、ユニーの一事業部であったフードサービス事業を株式会社として独立させる。店舗はほとんど全てユニーに依存し、ユニーのショッピングセンター内に独立して区画された店舗もあるが、そのほとんどはアピタ・ピアゴ店内のフードコートに出店している。
2020年（令和2年）7月1日、親会社のユニー株式会社が同社の事業を引き継ぎ、同社は清算された。フランチャイズとして大手チェーンの飲食店舗も運営している。

## 店舗

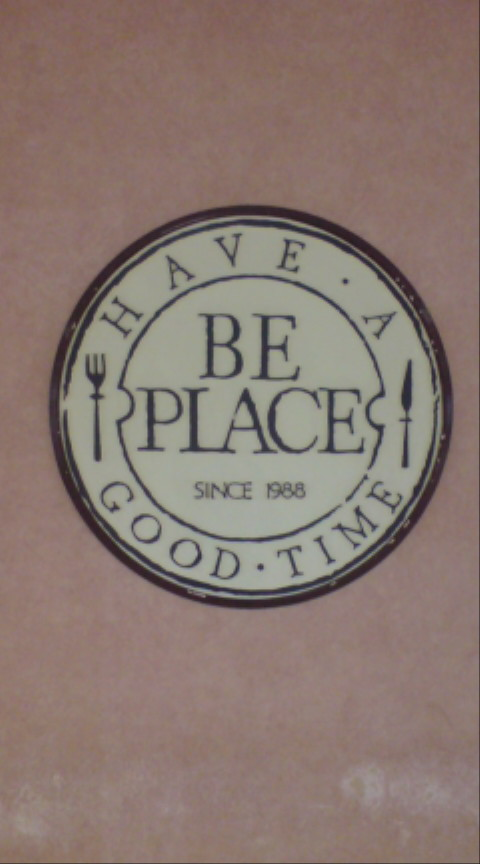
ビープレイスの店舗マーク

### 店舗数
- 39店舗（2019年7月現在）

すべてユニーの総合スーパーやショッピングセンター内に出店。
フードコート店舗は基本的に、ラーメン・石焼ビビンバ・ソフトドリンク・ソフトクリーム等を相互的に扱う。

### 店舗ブランド
- 風まつり　（ラーメンをメインにした複合店）
- カザマツリキッチン　（ラーメン・石焼ビビンバ・ソフトドリンク・ソフトクリームの複合フードコート店）

店舗表示は同一区画内に、麺めん、旬来家、sweet factory、CREPE MANIA、焼きごのみ、アジアン亭と複合的に2～4種表示している場合が多い。
- アジアン亭　（石焼ビビンバをメインにした複合店）
- 旬来屋　（うどん・丼物をメインにした複合店）
- めん処つるべや　（うどん・そばをメインにした複合店）
- 風味壱銭堂　（お好み焼き・ねぎ焼きを主体にした複合店）
- ロバール　（ケーキ・パスタをメインにした喫茶・軽食店）
- ビープレイス　（ラーメン・石焼ビビンバのカフェテリア形式店）
- ドトール　（コーヒーショップのフランチャイズ）

#### 過去存在した店舗ブランド
- 京三条　（お好み焼き）
- 京花
- ディフレスコ　（オープンサンド）
- カフェ・アイ
- 新中華風まつり
- 麺菜本家　（野菜を中心に使ったラーメンをメインにした複合店）
- サーティワン　（アイスクリーム店のフランチャイズ）
- オムゲット　（オムライス・カレーライス・スパゲッティ店）
- 韓食　（アジアン亭の店舗サブブランド）
- アデッソ　（ケーキ・パスタをメインにした喫茶・軽食店）
- ファーストキッチン　（ハンバーガー&パスタ店のフランチャイズ）